# SKE48のFUN!FUN!ドライブ
『SKE48のFUN!FUN!ドライブ』（エスケーイーフォーティーエイトのファン!ファン!-）は、2017年7月17日から同年10月9日まで東海テレビで毎週月曜21:54 - 22:00 （日本標準時）に放送されていた紀行番組である。愛知トヨタ自動車の一社提供番組。

## 概要
愛知県の魅力的なドライブスポットを紹介し、快適な車に乗っておすすめの場所に繰り出していく番組。目的地の観光スポットやグルメなどドライブが楽しくなる情報も紹介していく。

## 出演者
- SKE48

## 放送日程
| 回 | 放送日         | 紹介エリア | 出演者 （太字はドライバー）                       | 観光スポット                          |
| -- | -------------- | ---------- | ------------------------------------------------- | ------------------------------------- |
| 1  | 2017年 7月17日 | 南知多町   | 後藤理沙子、松井珠理奈、須田亜香里                | 観光農園花ひろば                      |
| 2  | 7月24日        | 知多市     | 後藤理沙子、松井珠理奈、須田亜香里                | NEST by THE SEA                       |
| 3  | 7月31日        | 田原市     | 大場美奈、小畑優奈、内山命                        | 日研農園                              |
| 4  | 8月7日         | 蒲郡市     | 大場美奈、小畑優奈、内山命                        | 天空海遊の宿 末広                     |
| 5  | 8月14日        | 新城市     | 江籠裕奈、北野瑠華、高木由麻奈 竹内彩姫、古畑奈和 | 石窯パン工房ちゃっと                  |
| 6  | 8月21日        | 東栄町     | 江籠裕奈、北野瑠華、高木由麻奈 竹内彩姫、古畑奈和 | naori                                 |
| 7  | 8月28日        | 岡崎市     | 北川綾巴、山田樹奈、熊崎晴香                      | 佐野花火店                            |
| 8  | 9月4日         | 豊田市     | 北川綾巴、山田樹奈、熊崎晴香                      | 平瀬ヤナ                              |
| 9  | 9月11日        | 稲沢市     | 木本花音、後藤楽々、髙畑結希                      | 稲沢バナナ園                          |
| 10 | 9月18日        | 犬山市     | 木本花音、後藤楽々、髙畑結希                      | 成田山                                |
| 11 | 9月25日        | 小牧市     | 木本花音、後藤楽々、髙畑結希                      | RESTAURANT ANOU                       |
| 12 | 10月2日        | 碧南市     | 惣田紗莉渚、高柳明音、松村香織                    | 小伴天はなれ 一灯                     |
| 13 | 10月9日        | 西尾市     | 惣田紗莉渚、高柳明音、松村香織                    | あいや西尾の抹茶ミュージアム 和く和く |